# Варберг БоИС
Варберг БоИС (на шведски: Varbergs Boll- och Idrottssällskap) е шведски футболен отбор от град Варбери, в областта Халанд.

## История
Варберг е основан през 1925 година. Най-големия си успех постига през сезон 2019 година, заемайки 2-рото място в Суперетан и печелейки за пръв път промоция във Висшата лига на Швеция-Алсвенскан през 2020-а.

## Успехи
- Суперетан: (2 ниво)
  -  Второ място (1): 2019
- Първа дивизия Содра: (3 ниво)
  -  Шампион (1):: 2011